# Nachtvlinder, de laatste dagen van Priscilla
Nachtvlinder, de laatste dagen van Priscilla (Engelse titel: Midnight Butterfly, the last days of Priscilla) is een Nederlandse documentairefilm uit 2013. De eerste televisie-uitzending werd bekeken door 700.000 mensen.

## Inhoud
De Amsterdamse Priscilla Brouwer krijgt op haar zestiende te horen dat ze aan dezelfde terminale ziekte lijdt waar haar moeder aan is overleden. Uitgaan wordt haar uitlaatklep en rond het Leidseplein raakt ze bekend onder de bijnaam Vlindertje. Ze besluit op haar 26ste euthanasie te plegen om zichzelf een lijdensweg te besparen en zich de gelegenheid te geven aanwezig te zijn op haar grote afscheidsfeest.